# Aeroportul Rockhampton Downs
Aeroportul Rockhampton Downs (IATA: RDA) este un aeroport din Teritoriul de Nord, Australia.
Situat la o altitudine de 225 m, aeroportul dispune de o singură pistă.